# Meine schöne Mama
Meine schöne Mama ist ein österreichisch-deutscher Spielfilm aus dem Jahre 1957 von Paul Martin mit Paul Hubschmid, Nadja Gray und Barbara von Nady. Die Geschichte basiert auf einem Roman von Mathilde Walewska.

## Handlung
Mathilde ist ein offenes und frisches junges Mädchen, das sich nichts sehnlicher wünscht als einmal so zu werden wie ihre angehimmelte Mutter Maria, die „schöne Mama“. Diese soll, so behauptet Mathilde steif und fest, eine große, bedeutende Sängerin sein und hat aber aufgrund ihrer zahlreichen künstlerischen Verpflichtungen leider nicht die Zeit, sich um die Erziehung ihrer Tochter zu kümmern. Dass es mit Marias „großer Karriere“ gar nicht so rosig aussieht, ahnt Mathilde, die ihren Vater nicht kennt, zunächst nicht. Dies wird ihr erst klar, als plötzlich die „schöne Mama“ nicht mehr das viele Schulgeld für das teure Mädchenpensionat aufbringen kann. Dies hat zur Folge, dass Mathilde kurzerhand umquartiert wird und in eine Dachkammer ziehen muss. Außerdem muss sie nun etwas zu ihren Lebensunterhalt beitragen, zum Beispiel auf die jüngeren Schülerinnen des Pensionats beim Baden aufpassen.
Plötzlich taucht Maria in Begleitung eines Mannes im Pensionat auf, doch man verpasst sich. Marias namenloser Begleiter bezahlt das Schulgeld für ein Jahr, dann reist das Paar sofort wieder ab. Mathilde hätte ihre Mutter noch so viel fragen wollen, doch da sind die beiden bereits in Richtung Wien entschwunden. Das junge Mädchen glaubt, ihre Mama wäre in die Hände eines gewissenlosen Verführers gefallen, reist heimlich in die österreichische Hauptstadt nach und klappert halb Wien nach ihrer Mutter und dem vermeintlichen „Schurken“ ab. Im Hotel Sacher wird sie dank der Hilfe ihres Vetters René fündig. Hier hat sich Maria unter falschem Namen einquartiert. Mathilde belauscht heimlich ein Gespräch Marias, das ihr so manche Illusion raubt: Maria ist keine bedeutende Operdiva, sondern lediglich eine kleine Sängerin. Auch andere Geheimnisse werden gelüftet: Der geheimnisvolle Unbekannte an Mamas Seite heißt George und ist ihr leiblicher Vater. Ihr vermeintlicher Stiefvater Tim ist in Wahrheit ihr Großvater und der angebliche Vetter René gar nicht mit ihr verwandt, sodass einer Ehe mit ihm nichts im Wege steht.

## Produktionsnotizen
Meine schöne Mama entstand im Juli/August 1957 im Salzkammergut und feierte seine deutsche Premiere am 3. Januar 1958 im Berliner Marmorhaus.
Karl Hartl übernahm die Herstellungsleitung. Hans Berthel und Robert Stratil schufen die Filmbauten, Walter Rühland sorgte für den Ton.
Walewskas Buch, das als literarische Vorlage diente, war 1956 erschienen und ein Bestseller geworden. Der Roman erlebte 6 Auflagen und wurde in 12 Sprachen übersetzt. Laut der Autobiographie Robert Neumanns wurde der Roman von Neumanns damaliger Frau Evelyn Hengerer sowie von ihm verfasst und unter dem Pseudonym „Mathilde Walewska“ an Neumanns Verleger Desch gesandt.
In Wirklichkeit – Neumanns autobiographische Texte sind notorisch unzuverlässig – stammt der Roman von Robert Neumann selbst, wie aus einer erst 2013 abgedruckten eidesstattlichen Erklärung hervorgeht.

## Kritik
Im Lexikon des Internationalen Films heißt es: „Abstrus konstruiertes Melodram.“